# 謝秉中
謝秉中（1436年—？年），字惟時，四川成都府華陽縣人，明朝政治人物。

## 生平
成化五年（1469年）己丑科进士。历任河南道监察御史、巡按贵阳浙江两省。升云南按察司副使。

## 家族
曾祖謝志善，祖謝洪，父謝祐，母熊氏。
有子三人，長男謝顯早卒；次子謝達、謝逵。